# Iron Eagle
Iron Eagle is een Amerikaanse actiefilm uit 1986 onder regie van Sidney J. Furie, die samen met Kevin Alyn Elders ook het scenario schreef. De hoofdrollen worden vertolkt door Jason Gedrick en Louis Gossett jr. Er volgden nog drie sequels: Iron Eagle II, Aces: Iron Eagle III en Iron Eagle on the Attack, waarbij Gossett de enige acteur was die in alle vier de films speelde.

## Verhaal
Doug Masters is de zoon van luchtmachtpiloot Ted Masters, die hoopt in de voetsporen van zijn vader te treden. Hij wordt echter afwezen door de luchtmachtacademie.
Wanneer zijn vader neergeschoten wordt door de fictieve Arabische staat Bilya tijdens een patrouille boven de Middellandse Zee en ter dood veroordeeld wordt voor het schenden van het Bilyaanse luchtruim, onderneemt de Amerikaanse overheid niets om het leven van de piloot te redden.
Daarom zet Doug met de hulp van kolonel Charles "Chappy" Sinclair van de luchtmachtreserve zelf een reddingsmissie op poten. Ze stelen twee zwaarbewapende F-16-straaljagers en zetten koers naar Bilya.

## Rolverdeling
| Acteur             | Personage                         |
| ------------------ | --------------------------------- |
| Louis Gossett Jr.  | kolonel Charles "Chappy" Sinclair |
| Jason Gedrick      | Doug Masters                      |
| David Suchet       | kolonel Akir Nakesh               |
| Shawnee Smith      | Joenie                            |
| Melora Hardin      | Katie                             |
| Larry B. Scott     | Reggie                            |
| Lance LeGault      | generaal Edwards                  |
| Tim Thomerson      | kolonel Ted Masters               |
| Caroline Lagerfelt | Elizabeth Masters                 |
| Robert Jayne       | Matt Masters                      |
| Jerry Levine       | Tony                              |
| Robbie Rist        | Milo Bazen                        |
| Michael Bowen      | Knotcher                          |
| David Greenlee     | Kingsley                          |
| Tom Fridley        | Brillo                            |
| Rob Garrison       | Packer                            |
| Michael Alldredge  | kolonel Blackburn                 |

## Release en ontvangst
Iron Eagle werd uitgebracht op 17 januari 1986 en was de nummer 1-film in de Verenigde Staten met een opbrengst van 6,1 miljoen dollar. De film zou in totaal uiteindelijk zo'n 24 miljoen dollar opbrengen in de Verenigde Staten en Canada. Hoewel de film geen groot succes was in de bioscoop, genereerde hij 11 miljoen dollar aan verkopen van homevideo's, genoeg om een vervolg te rechtvaardigen.
De film behaalde een score van 20% (5 recensies) op Rotten Tomatoes. Op Metacritic kreeg de film een score van 41 (9 recensies), wat duidt op "gemengde of gemiddelde beoordelingen".